# (77185) Cherryh
(77185) Cherryh est un astéroïde de la ceinture principale.
Il est nommé en référence à l'écrivain de science-fiction Carolyn J. Cherryh.

## Description
(77185) Cherryh est un astéroïde de la ceinture principale d'astéroïdes. Il fut découvert le 20 mars 2001 à Needville par Don J. Wells et Alex Cruz. Il présente une orbite caractérisée par un demi-grand axe de 2,60 UA, une excentricité de 0,17 et une inclinaison de 3,1° par rapport à l'écliptique.

## Compléments